# Sonate
Een sonate is een muziekstuk met meestal een vaste opbouw uit meerdere delen (meestal 3 of 4). Een kleine of korte sonate wordt een sonatina of sonatine genoemd.

## Geschiedenis en opbouw van de sonate

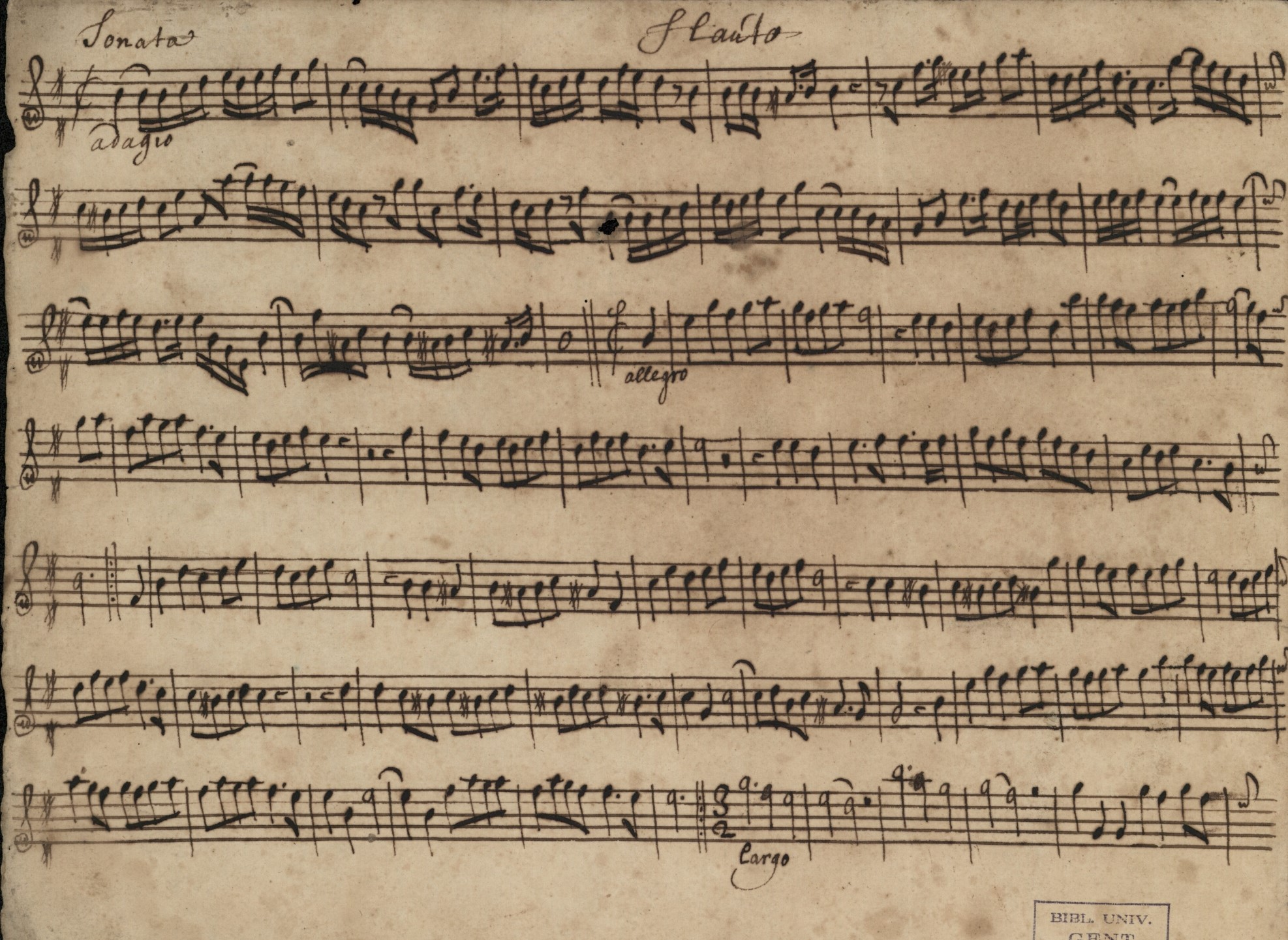
17/18de-eeuwse partituur van een Sonata.

De term sonate duikt voor het eerst op in de barokmuziek. De oervorm van de sonate vinden we bij Domenico Scarlatti, die zijn ruim 500 'sonates' geen sonates noemde maar 'essercizi', ofwel oefeningen. Dit waren losse stukken in de forma bipartita (A-A' of A-B).
De sonatevorm ontwikkelde zich hieruit door in de tweede helft van de A-A'-vorm een doorwerking te componeren, zodat er een A-B-A'-vorm ontstond. Weer later werden de A-gedeelten uitgebreid met vaak twee contrasterende thema's, een actief eerste thema en een wat milder tweede thema. Daardoor kreeg de vorm een uitgebreidere structuur: A1-A2-B-A1'-A2'.
In de klassieke periode van Haydn, Mozart en Beethoven kreeg de sonate een vaste specifieke vorm. Deze bestaat uit drie of vier delen.
1. Het eerste deel van de sonate heeft daarbij de typische sonatevorm A1-A2(-A1-A2)-B-A1'-A2'. Hierin zien we de expositie(A), die vaak herhaald werd, de doorwerking(B) en de reprise(A'). Daarbij kan A1 ook vaak weer gesplitst worden in kleinere eenheden, zoals thema, herhaling thema, overgangszin, tweede thema.
2. Vervolgens is het tweede deel vaak een rustig gedeelte, wat zo af en toe treurig uit de verf kan komen. Qua vorm komt men zowel de sonatevorm zelf, als de liedvorm of de variatievorm tegen.
3. Het derde deel is vaak een Menuet of een Scherzo, een stuk in driekwartsmaat, dat wordt gevolgd door een Trio, waarna het Menuet of Scherzo herhaald wordt. Bij de vroege sonates wordt dit derde deel soms weggelaten, waardoor men direct na het langzame deel overgaat op de finale.
4. Het laatste (derde of vierde) deel is meestal vlot en vrolijk van karakter. Dikwijls heeft het de rondovorm, soms zijn het variaties op een thema.

Een grote sonate zal vaak deze vorm hebben:
- Expositie: |: A1a(thema) - A1b(herhaling)- A1c(overgangszin) - B1a(tweede thema) - B1b(ontwikkeling tweede thema) - B1c(afronding tweede thema) :|
- Doorwerking: |: C(doorwerking met materiaal uit A en B)
- Reprise: A1a' - A1b' - A1d(verbindingszin) - B1a' - B1b' - B1c' - (eventueel coda) :|

In deze vorm zorgt de overgangszin of -groep voor een tonale ontwikkeling van de tonica naar (meestal) de dominant, de doorwerking is een gedeelte dat met veel spanningsverhogende modulaties is geschreven, en de verbindingszin of -groep voor een
gelijkblijvende tonica in A' en B'.

## Doorontwikkeling van de sonate
Zo rond 1800 werd een verandering in die vorm gebracht door Beethoven. Er werd niet zo strak meer aan het schema vastgehouden. Een voorbeeld is de Sonate Pathétique, waarbij begonnen wordt met een zwaarmoedige introductie, die in het midden en op het eind nog eens opdoemt, maar wat verkort. Aan het strakke schema hield Beethoven zich in de loop van zijn leven steeds minder. Om nog een voorbeeld te geven, een van Beethovens laatste sonates (opus 110) eindigt met een fuga, iets wat dertig jaar eerder ondenkbaar zou zijn geweest.
Naast Beethoven zijn er uiteraard ook verschillende sonates geschreven door andere componisten. Van de tweede sonate van Chopin (in bes-klein, opus 35) is vooral het derde deel, de marche funebre bekend. Liszt schreef zijn Pianosonate in b-mineur als een werk met verschillende episoden die in elkaar overgaan. De sonate van Liszt duurt ongeveer een half uur. Diezelfde lengte geldt ook bijvoorbeeld voor Brahms, die vijf compleet van elkaar verschillende delen in zijn derde pianosonate (opus 5) verwerkte.
Een van de langste sonates is de Concord Sonata (ofwel pianosonata nr. 2) van Ives, dit werk voor piano solo behoort tot de meest complexe werken voor piano en duurt tussen de 45 minuten en een uur, afhankelijk van de uitvoering.
Bekend zijn o.a. de orgelsonates van Bach, maar ook bijvoorbeeld vioolsonates, cellosonates van andere componisten uit de klassieke en romantische periode.